# Vuelta a España 1941
Die 3. Vuelta a España wurde vom 12. Juni bis zum 6. Juli 1941 ausgetragen. Sie bestand aus 22 Etappen mit einer Gesamtlänge von 4406 Kilometern. Durch den spanischen Bürgerkrieg fand der Vuelta zwischen 1937 und 1940 nicht statt. Sieger wurde der Spanier Julián Berrendero.

## Etappen
| Etappen    | Start – Ziel                     | km       | Etappensieger                   | Gesamterster      |
| ---------- | -------------------------------- | -------- | ------------------------------- | ----------------- |
| 1. Etappe  | Madrid – Salamanca               | 210      | Julián Berrendero               | Julián Berrendero |
| 2. Etappe  | Salamanca – Cáceres              | 214      | Antonio Montes                  | Delio Rodríguez   |
| 3. Etappe  | Cáceres – Sevilla                | 270      | Delio Rodríguez                 | Delio Rodríguez   |
| 4. Etappe  | Sevilla – Málaga                 | 212      | Antonio Escuriet                | Fermín Trueba     |
| 5. Etappe  | Málaga – Almería                 | 220      | Delio Rodríguez                 | Fermín Trueba     |
| 6. Etappe  | Almería – Murcia                 | 223      | Delio Rodríguez                 | Fermín Trueba     |
| 7. Etappe  | Murcia – Valencia                | 248      | Francisco Antonio Andrés Sancho | Fermín Trueba     |
| 8. Etappe  | Valencia – Tarragona             | 279      | Fermín Trueba                   | Fermín Trueba     |
| 9. Etappe  | Tarragona – Barcelona            | 97       | Antonio Martín Eguia            | Fermín Trueba     |
| 10. Etappe | Barcelona – Saragossa            | 306      | Delio Rodríguez                 | Fermín Trueba     |
| 11. Etappe | Saragossa – Logroño              | 174      | Delio Rodríguez                 | Fermín Trueba     |
| 12. Etappe | Logroño – Donostia-San Sebastián | 209      | Delio Rodríguez                 | Fermín Trueba     |
| 13. Etappe | Donostia-San Sebastián – Bilbao  | 160      | Federico Ezquerra               | Fermín Trueba     |
| 14. Etappe | Bilbao – Santander               | 213      | Fermín Trueba                   | Fermín Trueba     |
| 15. Etappe | Santander – Gijón                | 192      | Delio Rodríguez                 | Fermín Trueba     |
| 16. Etappe | Gijón – Oviedo                   | 53 (EZF) | Delio Rodríguez                 | Julián Berrendero |
| 17. Etappe | Oviedo – Luarca                  | 101      | Delio Rodríguez                 | Julián Berrendero |
| 18. Etappe | Luarca – A Coruña                | 219      | Delio Rodríguez                 | Julián Berrendero |
| 19. Etappe | A Coruña – Vigo                  | 178      | Delio Rodríguez                 | Julián Berrendero |
| 20. Etappe | Vigo – Verín                     | 178      | Delio Rodríguez                 | Julián Berrendero |
| 21. Etappe | Verín – Valladolid               | 301      | Julián Berrendero               | Julián Berrendero |
| 22. Etappe | Valladolid – Madrid              | 158      | Delio Rodríguez                 | Julián Berrendero |